# Prokulianie
Prokulianie – rzymska szkoła prawnicza powstała na początku I w. n.e. Jej założycielem był prawnik o poglądach republikańskich Labeon, jednak szkoła wzięła swą nazwę od następcy założyciela – Proculusa.
Jednym z najbardziej znanych przedstawicieli tej szkoły był Celsus.